# Ульяновский (Мостовский район)
Ульяновский — упразднённый хутор в Мостовским районе Краснодарского края России. На момент упразднения входил в состав Краснокутского сельского округа. В 2002 году включён в состав хутора Красный Кут и исключён из учётных данных.

## География
Располагался на левом берегу реки Малый Чохрак, примерно в 0,7 км (по прямой) к северо-западу от окраины хутора Красный Кут.

## История
По данным на 1925 год хутор Чехрацкий состоял из 23 хозяйств. В административном отношении входил в состав Костромского сельсовета Мостовского района Майкопского округа Северо-Кавказского края.
Постановлением заксобрания Краснодарского края от 24.04.2002 года № 1474-П хутора Красный Кут, Ульяновский и Михайловский Краснокутского сельского округа объединены в хутор с наименованием «Красный Кут»; хутор Ульяновский исключён из учётных данных.

## Население
По данным на 1925 год на хуторе проживало 132 человека, в том числе 74 мужчины и 58 женщин.
По данным на 1999 год хутор состоял из 5 хозяйств, в нём проживало 6 человек.